# أليكساندرو لازار
أليكساندرو لازار (بالرومانية: Alexandru Lazăr)‏ هو لاعب كرة قدم روماني في مركز الوسط، ولد في 20 فبراير 1991 في بوخارست في رومانيا. لعب مع كونكورديا كياجنا ونادي أونتينيينت ونادي فيتورول كونستانتا ونادي مسينا.

## وصلات خارجية
- أليكساندرو لازار على موقع قاعدة بيانات كرة القدم.إي يو (الإنجليزية)
- أليكساندرو لازار على موقع Soccerway.com (الإنجليزية)